# Las Cuevas (Durango)
Las Cuevas es una localidad del estado mexicano de Durango. Es parte del municipio de Lerdo.

## Demografía
| Gráfica de evolución demográfica |
|                                  |

| Censo | Población |
| ----- | --------- |
| 1900  | 92        |
| 1910  | 211       |
| 1921  | 68        |
| 1930  | 41        |
| 1940  | 47        |
| 1950  | 46        |
| 1960  | 102       |
| 1970  | 244       |
| 1980  | 436       |
| 1990  | 772       |
| 2000  | 1 065     |
| 2010  | 1 125     |
| 2020  | 1 387     |